# ليلة في المتحف 2 (فلم)
ليلة في المتحف: معركة سميثونيا هو الجزء الثاني لفيلم ليلة في المتحف الذي يتحدث عن حارس متحف بين ستيلر في شخصية «لاري دايلي» يعمل في متحف تعود إليه الحياة في الليل، وذلك بسبب وجود قطعة فرعونية قديمة تعيد الحياة لكل التماثيل في المتحف، أما في الجزء الثاني من هذا الفيلم فهو يتحدث عن القطعة الفرعونية التي تنقل إلى متحف آخر وهو متحف «سميثسونيان» لذا يذهب «لاري دايلي» الحارس إلى هذا المتحف ليعيد هذه القطعة إلى مكانها السابق لكنه يواجه بعض المشاكل هناك التي قد تصّعب عليه مهمته.

## بطولة

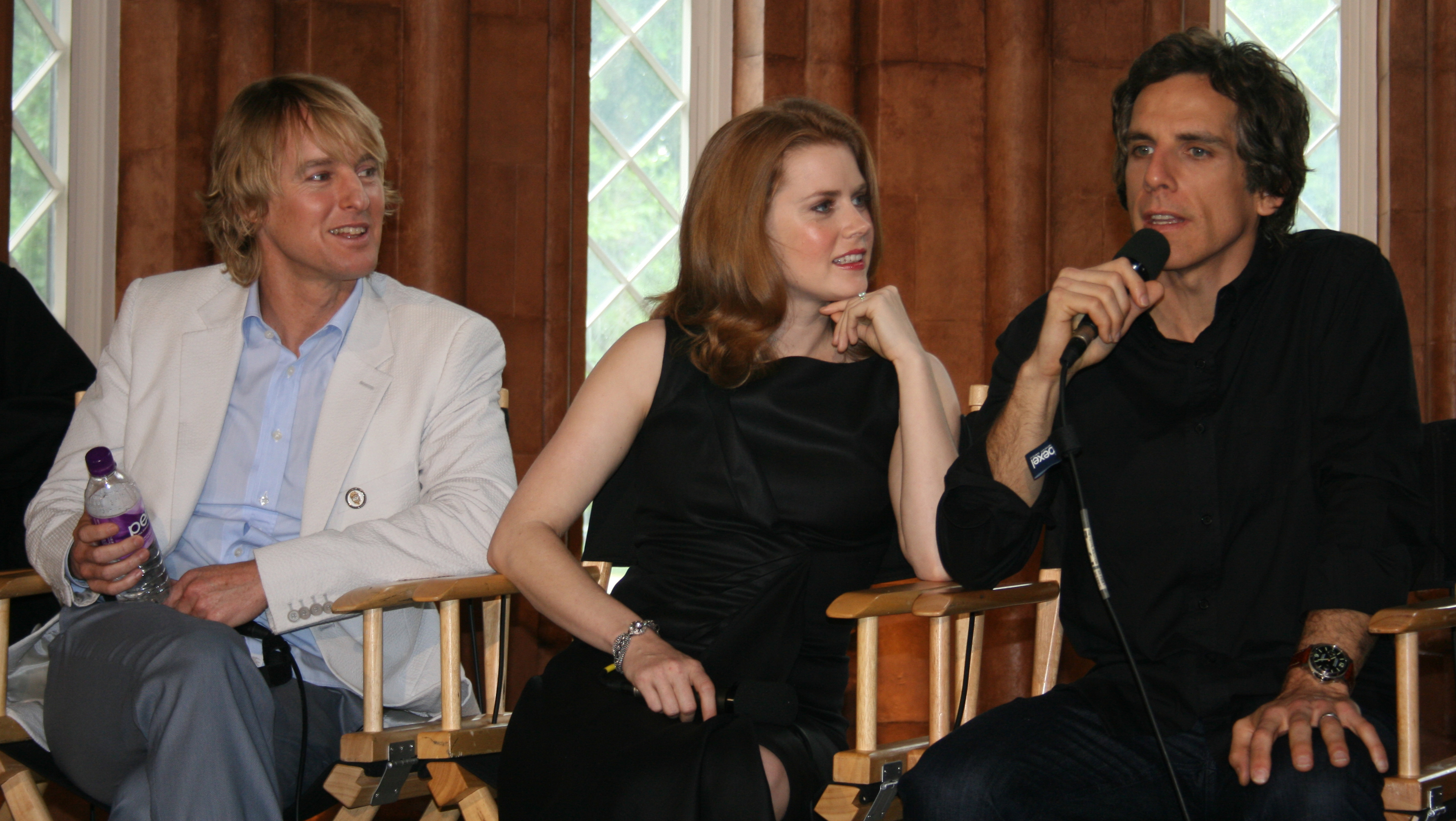
أوين ويلسون، إيمي آدمز وبن ستيلر في مقابلة للفيلم 2009.

### البشر
- بن ستيلر لاري دالي، حارس أمن سابق والرئيس التنفيذي لشركة أجهزة دالي.
- ريكي جيرفيه: دكتور ماكفي مدير متحف التاريخ الطبيعي.
- جيك تشيري: نيكي لاري دالي.
- إيمي آدمز الشابة تيس، شبيه أميليا إيرهارت.

### التماثيل
| - روبن ويليامز: الرئيس الأمريكي ثيودور روزفلت، وصوت التمثال البرونزي - إيمي آدمز: أميليا إيرهارت، أول أمراءة طيارة - أوين ويلسون: راعي البقر جيديدية - هانك آزاريا: كامون رع، وهو الفرعون الشرير شقيق أخمن رع - كريستوفر جيست: إيفان الرهيب قيصر روسيا - ألان شبات: نابليون بونابرت، إمبراطور فرنسا. - جون بيرنثال: آل كابوني، رجل عصابات شيكاغو. | - ستيف كوجان: القائد الروماني أوكتافيوس - ميزيو بيك: ساكاجاويا امرأة من قبيلة ليمهي شوشون - بيل هادر كما جورج أرمسترونغ كاستر، وهو شخصية عسكرية صديق لاري. - رامي مالك: أخمن رع، الفرعون الشاب شقيق كامون رع. - باتريك غالاغر القائد أتيلا الهوني آخر حكام الهون - براد غاريت: التمثال:مواي - كيري فان دير جريند: - اثيو هاريسون - ريك دوبران: رجال الإنسان البدائي | - راندي لي - داريل قون - جيرالد ونغ - بول تشي بينغ تشنغ: رجال الهون - جوناس برذرز: تماثيل كيوبيد - جاي باروشيل: جوي موتورولا، والبحار الذي قبل الممرضة في الصورة. - كيث باول - كريغ روبنسون: الطيارين توسكيجي - كلينت هوارد - ماتي فينوشيو: بعثة مراقبة تكنولوجيا الهواء والفضاء - كارول سبيني: أوسكار الغضب، الشهير في شارع السمسم الذي حاول التحالف مع كامون رع ولكنه رفض بسبب أنه غضب. - توماس مورلي: دارث فيدر، سيئ السمعة في حرب النجوم الذي حاول التحالف مع كامون رع ولكنه رفض بسبب أنه ظلام. |

### آخرون
| - هانك آزاريا: تمثال المفكر، أبراهام لنكولن - يوجين ليفي: رؤوس تماثيل ألبرت أينشتاين - ميندي كالينغ: دوسنت - جورج فورمان: نفسه | - شون ليفي: الاب انفورميسيال - البرتا ماين: الممرضة التي تقبل البحار - إد هيلمز: اد مساعد لاري دالي - جونا هيل براندون او بروندون حارس المتحف السميثوني |

## وصلات خارجية
- مقالات تستعمل روابط فنية بلا صلة مع ويكي بيانات
- الموقع الرسمي للفيلم نسخة محفوظة 14 مايو 2009 على موقع واي باك مشين.
- صفحة الفيلم على موقع قاعدة بيانات الأفلام على الإنترنت
- إعلان الفيلم على يوتيوب